# Xiol

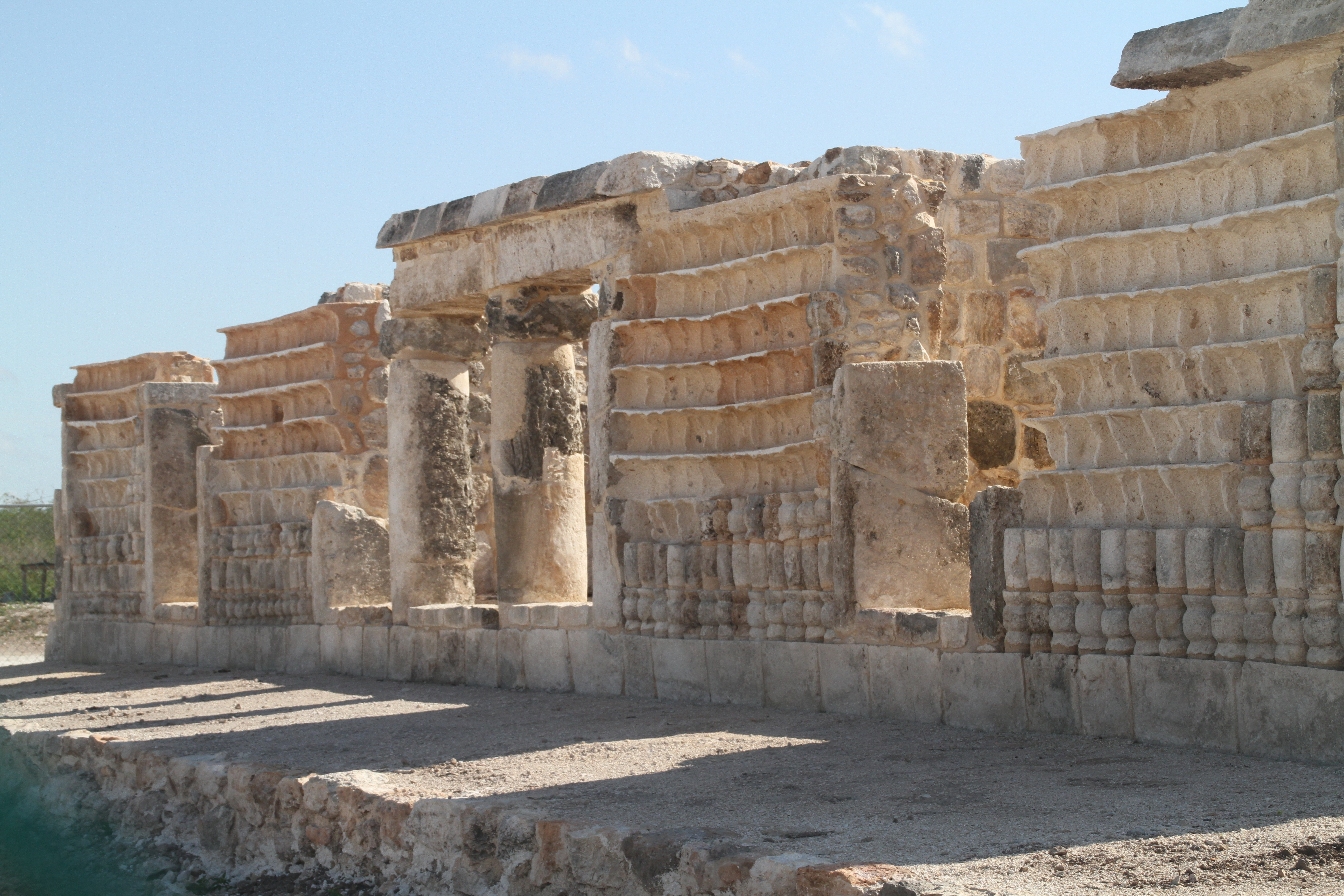
Estruturas ao estilo Puuc em Xiol..

Xiol é um sítio arqueológico da civilização maia localizado no noroeste da Península de Iucatã, dentro dos limites do município de Kanasín, no estado mexicano de Iucatã. Foi descoberta por acidente em 2018, durante a construção de um parque industrial. Os estudos arqueológicos foram levados a cabo pelo INAH.
Ao norte e ao sul do núcleo de Xiol, podem ser observadas estruturas ao estilo Puuc. Dada a sua localização em relação à praça principal e à sua arquitectura, os arqueólogos concluíram que estas estruturas abrigavam provavelmente a elite da cidade antiga.
Xiol está localizado nas coordenadas geográficas 20° 54′ 48″ N, 89° 30′ 08″ O. De acordo com investigações do INAH, foi ocupado entre 600 e 900 d.C. e pode ter albergado mais de 4.000 pessoas. Entre as descobertas mais notáveis encontram-se numerosas praças, palácios e uma estrutura piramidal.